# Papstwahl 1277
Die Papstwahl von 1277 (30. Mai – 25. November), die nach dem Tod von Papst Johannes XXI. in den Palazzo dei Papi di Viterbo einberufen wurde, war die kleinste Papstwahl seit der Erweiterung des Wahlrechts auf Kardinalpriester und Kardinaldiakone mit nur sieben wählenden Kardinälen. Weil Johannes XXI Ubi periculum, die päpstliche Bulle Papst Gregors X., die das päpstliche Konklave gründete, mit seiner eigenen Bulle Licet felicis recordationis widerrufen hatte, konnten sich die Kardinalwähler Zeit nehmen. Nach sechsmonatiger Beratung wählten sie schließlich ihr ranghöchstes Mitglied Giovanni Gaetano Orsini zum Papst Nikolaus III. Vom Ende der Wahl bis zum ersten Konsistorium von Nikolaus III. am 12. März 1278 war die Zahl der lebenden Kardinäle – sieben – die niedrigste in der Geschichte der römisch-katholischen Kirche.

## Vorgehensweise
Anfangs trafen sich die Kardinäle nur einmal am Tag zum Abstimmen und kehrten nach dem Wahlgang zu ihren jeweiligen Wohnungen zurück. Zwei Monate lang verlief die Abstimmung ohne Zwischenfälle, wobei die französischen und die römischen Kardinäle gleichmäßig verteilt waren. Kardinal Alatri, der einzige nichtrömische Italiener, stimmte mit den Franzosen ab, der Franzose Bertrand de Saint-Martin blieb neutral.
Nach sechs Monaten sperrten die ungeduldigen Magistrate von Viterbo die Kardinäle im Rathaus ein. Nach seiner Wahl zog Nikolaus III. mit seiner Verwaltung zurück nach Rom.

## Wahlberechtigte
Die sieben Kardinäle wurden gleichmäßig zwischen drei Anhängern von Karl von Anjou und drei Kardinälen aus prominenten römischen Familien aufgeteilt, die sich den Interessen Karls in Italien widersetzten, dazu gab es einen nicht festgelegten Kardinal.
| Kardinal                 | Herkunft   | Fraktion | Rang und Kardinaltitel                     | Ernannt am        | durch        | Anmerkungen                                                                                           |
| ------------------------ | ---------- | -------- | ------------------------------------------ | ----------------- | ------------ | --- |
| Bertrand de Saint-Martin | Frankreich | neutral  | Kardinalbischof von Sabina                 | 3. Juni 1273      | Gregor X.    | Kardinaldekan                                                                                         |
| Anchero Pantaléon        | Frankreich | Anjou    | Kardinalpriester von Santa Prassede        | 22. Mai 1262      | Urban IV.    | Kardinalprotopriester; Kardinalnepot                                                                  |
| Guillaume de Bray        | Frankreich | Anjou    | Kardinalpriester von San Marco             | 22. Mai 1262      | Urban IV.    | Kämmerer des Heiligen Kardinalskollegiums                                                             |
| Giovanni Gaetano Orsini  | Rom        | Rom      | Kardinaldiakon von San Nicola in Carcere   | 28. Mai 1244      | Innozenz IV. | Kardinalprotodiakon, Generalinquisitor, Kardinalprotektor des Franziskanerordens, Papst Nikolaus III. |
| Giacomo Savelli          | Rom        | Rom      | Kardinaldiakon von Santa Maria in Cosmedin | 17. Dezember 1261 | Urban IV.    | später Papst Honorius IV.                                                                             |
| Goffredo da Alatri       | Italien    | Anjou    | Kardinaldiakon von San Giorgio in Velabro  | 17. Dezember 1261 | Urban IV.    | |
| Matteo Rubeo Orsini      | Rom        | Rom      | Kardinaldiakon von Santa Maria in Portico  | 22. Mai 1262      | Urban IV.    | Neffe von Giovanni Orsini                                                                             |

Ein Kardinal nahm nicht an der Wahl teil:
| Kardinal               | Herkunft   | Rang in Kardinalstitel                           | Ernannt am        | durch     | Anmerkungen                                              |
| ---------------------- | ---------- | ------------------------------------------------ | ----------------- | --------- | -------------------------------------------------------- |
| Simon Monpitie de Brie | Frankreich | Kardinalpriester von Santa Cecilia in Trastevere | 17. Dezember 1261 | Urban IV. | Päpstlicher Legat in Frankreich, später Papst Martin IV. |